# Неєнь
Неєнь, Неєні (рум. Năeni) — село у повіті Бузеу в Румунії. Адміністративний центр комуни Неєнь.
Село розташоване на відстані 79 км на північний схід від Бухареста, 26 км на захід від Бузеу, 125 км на захід від Галаца, 93 км на південний схід від Брашова.

## Населення
За даними перепису населення 2002 року у селі проживали 656 осіб. Усі жителі села рідною мовою назвали румунську.
Національний склад населення села:
| Національність | Кількість осіб | Відсоток |
| -------------- | -------------- | -------- |
| румуни         | 639            | 97,4%    |
| цигани         | 17             | 2,6%     |